# أجاي دوبيه
أجاي دوبيه هو لاعب هوكي الميدان كندي، ولد في 10 أكتوبر 1960.

## وصلات خارجية
- أجاي دوبيه على موقع أوليمبيديا (الإنجليزية)